# Prosciutto
Prosciutto (italiensk: [proʃˈʃutto]) er det italienske ord for skinke. Prosciutto crudo er en tørsaltet, lufttørret skinke, der normalt skæres i tynde skiver og serveres uden tilberedning. Kogt skinke hedder prosciutto cotto.
Skinke indgår i flere italienske retter som saltimbocca eller som antipasto, fx viklet omkring en grissini eller i sandwich.